# Улица Хади Атласи (Казань)
Улица Хади Атласи (тат. Һади Атласи урамы) — улица в Вахитовском районе Казани. Названа в честь Хади Атласи, историка, писателя и общественного деятеля. Длина улицы — 0,3 км.

## География
Начинаясь от пересечения с улицей Лесгафта, заканчивается во дворе дома № 14 по улице Вишневского; ранее заканчивалась у перекрёстка с улицами Вишневского и Калинина.

## История
Улица возникла не позднее последней четверти XIX века под названием Кирпично-Заводская, получив его по находившимся на ней кирпичным сараям; административно улица относилась к 4-й полицейской части.
На 1939 год на улице имелось около 40 домовладений: № 1-25/52 по нечётной стороне и № 2/28-40 по чётной.
Улица с дореволюционных времён имела преимущественно малоэтажную деревянную застройку, которая сносилась в 1980-е годы под постройку многоэтажных домов, и в 1990-е годы по программе переселения из ветхого жилья. Постановлением главы администрации Казани № 210 от 25 августа 2005 года переименована в улицу Хади Атласи.
В первые годы советской власти улица административно относилась к 4-й части города; после введения в городе деления на административные районы относилась к Бауманскому (до 1935), Молотовскому (с 1957 года Советскому, 1935—1942), Свердловскому (1935—1956), Молотовскому (с 1957 года Советскому, 1956—1973) и Вахитовскому (с 1973) районам.

## Примечательные объекты
- № 26 — жилой дом (конец XIX — начало XX века, снесён).[22]
- № 28 — дом Мюфке (1879 г.). В этом доме с 1973 года размещается детский сад № 179.[22]

## Транспорт
Общественный транспорт по улице не ходит; ближайшие остановки общественного транспорта: «Кинотеатр „Мир“» (улица Чехова, автобус) и «Калинина» (улица Калинина, автобус). Ближайшая станция метро ― «Суконная слобода».

## Известные жители
На улице проживали архитектор Карл Мюфке (дом № 28), заведующий Казанской художественной школой Григорий Медведев, художник, председатель АХРР Павел Радимов (оба — дом № 11), генерал-майор Григорий Болбот (дом Плотниковой), профессор КДА Василий Нарбеков (дом Нарбекова).